# Alchemilla zmudae
Alchemilla zmudae är en rosväxtart som beskrevs av Pawl.. Alchemilla zmudae ingår i släktet daggkåpor, och familjen rosväxter. Inga underarter finns listade i Catalogue of Life.